# Mattias Bengtsson
Mattias Bengtsson, född 1961 i Uppsala, är en svensk samhällsdebattör med liberal profil. Han är för närvarande aktiv som senior strategisk rådgivare med fokus på politik och samhällsfrågor.
Åren 1985–1996 verkade Bengtsson i Svenska Dagbladet som bland annat ledarskribent och biträdande politisk redaktör. Han arbetade från 1996 på tankesmedjan Timbro, där han var chef 2000–2004. Åren 2005–2007 var han chef för tankesmedjan Centre for the New Europe i Bryssel. 2008–2015 var han lokalanställd vid Australiens ambassad i Stockholm som omvärldsanalytiker och kommunikationsansvarig.
Åren 1986–1988 var Bengtsson ordförande för European Democrat Students  och 1990 grundade han Frihetsfronten tillsammans med Christian Gergils och Anders Varveus.